# Hexagenia orlando
Hexagenia orlando är en dagsländeart som beskrevs av Jay R. Traver 1931. Hexagenia orlando ingår i släktet Hexagenia och familjen sanddagsländor. Inga underarter finns listade i Catalogue of Life.